# Linda Lewis
Linda Lewis (Linda Ann Fredericks; West Ham, Londres, 27 de septiembre de 1950-3 de mayo de 2023) fue una cantante, compositora y guitarrista británica. 

## Biografía
Fue mayor de seis hermanos, tres de los cuales siguieron también carreras musicales. 
Es reconocida por sus sencillos "Rock-a-Doodle-Doo" (1972), "Sideway Shuffle" (1973) y su versión de la canción de Betty Everett "The Shoop Shoop Song" (1975) y por álbumes como Lark (1972), Not a Little Girl Anymore (1975), Woman Overboard (1977) y Second Nature  (1995), que lograron reconocimiento comercial en países como Japón. Lewis además ha grabado canciones junto a artistas y bandas como David Bowie, Al Kooper, Cat Stevens, Steve Harley and Cockney Rebel, Rick Wakeman, Rod Stewart, Hummingbird, Joan Armatrading y Jamiroquai.

## Discografía
- 1971, Say No More (Reprise)
- 1972, Lark (Reprise)
- 1973, Fathoms Deep (Raft)
- 1975, Not a Little Girl Anymore (Arista)
- 1977, Woman Overboard (Arista)
- 1979, Hacienda View (Ariola)
- 1983, A Tear and a Smile (Epic)
- 1995, Second Nature (Sony)
- 1997, Whatever... (Turpin)
- 1999, Kiss of Life (Turpin)